# Comuna Bandurivka, Oleksandria
Bandurivka (în ucraineană Бандурівка) este o comună în raionul Oleksandria, regiunea Kirovohrad, Ucraina, formată din satele Bandurivka (reședința), Iasînuvatka, Morozivka și Oliivka.

## Demografie
Componența lingvistică a comunei Bandurivka
     Ucraineană (97,62%)
     Rusă (2,1%)
     Alte limbi (0,23%)
Conform recensământului din 2001, majoritatea populației comunei Bandurivka era vorbitoare de ucraineană (97,62%), existând în minoritate și vorbitori de rusă (2,1%).